# ساندي ويلسون (كاتبة)
ساندي ويلسون هي كاتبة سيناريو ومخرجة كندية، ولدت في عام 1947، في بينتيكتون في كندا.

## وصلات خارجية
- ساندي ويلسون على موقع IMDb (الإنجليزية)
- ساندي ويلسون على موقع ألو سيني (الفرنسية)
- ساندي ويلسون على موقع أول موفي (الإنجليزية)
- ساندي ويلسون على موقع قاعدة بيانات الأفلام السويدية (السويدية)
- ساندي ويلسون على موقع قاعدة بيانات الفيلم (الإنجليزية)
- ساندي ويلسون على موقع كينوبويسك (الروسية)